# Alessandro Cervellati
Alessandro Cervellati (Bertinoro, 8 marzo 1892 – Bologna, 29 dicembre 1974) è stato un pittore, scrittore, illustratore, grafico e storico italiano del circo, del teatro e del music-hall.

## Biografia
Alessandro Cervellati nacque a Bertinoro di Romagna l'8 marzo 1892, ma dopo qualche mese la famiglia si trasferì a Bologna. Nel 1913 si iscrisse all'Istituto di Belle Arti di Bologna, ma nel 1915 abbandonò gli studi e partì volontario per la prima guerra mondiale, chiedendo l'arruolamento tra i bersaglieri. Partecipò alle operazioni militari nelle zone di Gorizia, sul Monte Grappa e a Caporetto. 
Finito il servizio militare, riprese gli studi all'Istituto di Belle Arti e ottenne la licenza nel 1919. In quello stesso anno fondò, insieme ad alcuni amici, il foglio futurista La ghebia, deflagratore della maschilità artistica, del quale uscirono solo due numeri (16 luglio e 15 agosto). Cervellati partecipò al progetto con lo pseudonimo di Sandrino Ciurvelia, scrivendo articoli di satira accompagnati da illustrazioni a xilografia.
Si recò poi a Parigi con Severo Pozzati e vi rimase per un anno, lavorando come pubblicitario. Tornato a Bologna, ottenne l'abilitazione all'insegnamento del disegno nelle scuole medie.
Nel 1924 iniziò la collaborazione con il “Carlino Sera” come illustratore e caricaturista; pubblicò schizzi e disegni anche su altri periodici bolognesi e partecipò a numerose esposizioni d'arte, dove si mise in luce per il suo eclettismo e soprattutto il suo amore per ogni forma di spettacolo.
Nel 1933 ottenne l'incarico di insegnante di disegno e calligrafia presso Istituto Tecnico Industriale Aldini Valeriani di Bologna; tuttavia non riuscì ad ottenere la sistemazione in ruolo nell'insegnamento poiché non era iscritto al Partito Nazionale Fascista. 
Nel 1934 e nel 1936 fu invitato alla Biennale di Venezia; in entrambe le occasioni espose disegni riguardanti il mondo dello spettacolo e il circo; suoi disegni furono acquistati dalla Galleria nazionale d'arte moderna di Roma e dalla Galleria d'arte moderna di Bologna.
Dal 1940 iniziò a scrivere per “Il Resto del Carlino” articoli sul costume bolognese, che accompagnava con proprie illustrazioni.
Nel 1950 partecipò alla XXV Biennale di Venezia ed entrò a far parte, grazie alla sua competenza e all'interesse dimostrato per il mondo del circo, dell'Union des historiens du Cirque promossa dal francese Tristan Remy; per questa associazione scriverà numerosi saggi e articoli.
Nel 1951 avviò la collaborazione con il quotidiano “Avanti!”, con disegni e scritti di costume, ma tenne vivo il rapporto con il Carlino, con il quale pubblicò svariate opere. Nel frattempo iniziò la collaborazione con la Enciclopedia dello spettacolo diretta da Silvio D'Amico per la Sansoni di Firenze, curando le voci relative al circo, al teatro dei burattini e al cinema.
Tra il 1957 e il 1960 si dedicò in particolare alla raccolta e alla redazione di memorie e curiosità su Bologna e sull'ambiente dello spettacolo. In quegli anni illustrò alcuni testi di studiosi bolognesi (I miei monologhi di Carlo Musi, lo studio Così dicevano sui detti bolognesi di Mario Bianconi, Fatti e vicende dello studio bolognese di Athos Vianelli, Il 1859-60 a Bologna, di autori vari).
Nel 1962 Cervellati fondò a Bologna il sodalizio Il circo delle arti assieme agli amici Alberto Menarini, Athos Vianelli, Gino Marzocchi, Ugo Guidi. Lo stesso anno, assieme a Menarini, curò la mostra Il circo e il music-hall allestita presso il Museo Civico di Bologna, dove espose una parte della sua grande raccolta storico-documentaria sul mondo dello spettacolo (volumi, manifesti, fotografie, programmi e opuscoli) e settanta suoi disegni a penna acquerellata dedicati al circo. 
Nel marzo 1963, sempre con Alberto Menarini, organizzò la rassegna Il burattino a Bologna, che comprendeva una mostra documentaria e una serie di spettacoli. Collaborò poi con il Museo Teatrale alla Scala di Milano alla realizzazione di due mostre, una sui burattini e le marionette (1967) e l'altra sul circo (1968).
Risale al 1973 il suo ultimo lavoro, il volume Bologna futurista, dove Cervellati condensò ricordi, polemiche e interpretazioni personali riguardanti il movimento futurista nella sua declinazione bolognese. Morì a Bologna il 29 dicembre 1974.

Una parte dell'archivio di lavoro di Alessandro Cervellati si trova presso la Biblioteca Comunale dell'Archiginnasio di Bologna.

## Opere
- 60 disegni di Alessandro Cervellati, con una prefazione di Nino Bertocchi, Bologna, Nicola Zanichelli, 1935.
- Alessandro Cervellati, Le maschere e la loro storia, con illustrazioni dell'autore, Bologna, S.T.E.B., 1945.
- Alessandro Cervellati, Music-hall, con illustrazioni dell'autore, Bologna, L. Cappelli, 1946.
- Alessandro Cervellati, Storia del clown, con illustrazioni dell'autore, Firenze, Marzocco, 1946.
- Alessandro Cervellati, Bologna al microscopio, con illustrazioni dell'autore, 4 voll., Bologna, Edizioni aldine, 1950-1957.
- Alessandro Cervellati, Storia delle maschere, con illustrazioni dell'autore, Bologna, Poligrafici Il Resto del Carlino, 1954.
- Alessandro Cervellati, Storia del circo con illustrazioni e disegni dell'autore, Bologna, Poligrafici Il Resto del Carlino, 1956.
- Alessandro Cervellati, Bologna la grassa, con illustrazioni dell'autore, un saggio dialettale di Alberto Menarini e un ricettario gastronomico, Bologna, Tip. dell'Istituto tecnico industriale Aldini-Valeriani, 1960.
- Alessandro Cervellati, Storia dei burattini e burattinai bolognesi (Fagiolino & C.), con illustrazioni dell'autore, Bologna, Cappelli, 1964.
- Alessandro Cervellati, Umbilichi sacri. Storia aneddotica del tortellino nella sua Bologna, con illustrazioni dell'autore, s.l., s.n., 1966 [Bologna, Tip. Ist. Aldini-Valeriani].
- Alessandro Cervellati, Donne e poeti all'Arena del sole. Byron/Teresa Guiccioli, Carducci/Annie Vivanti, Panzini/Mimi Scazzieri. Saggi di costume bolognese , con illustrazioni dell'autore, Bologna, Tamari, 1966.